# Amago Katsuhisa
Amago Katsuhisa (尼子 勝久?   1553 - 1578) fue un daimyō del período Sengoku en la historia de Japón.
Durante el liderazgo de Katsuhisa la rivalidad entre el clan Mōri y el clan Amago llegó a su punto más álgido. En 1571 fue derrotado por las fuerzas de Mōri Terumoto por lo que tuvo que huir hacia la isla de Oki. A su regreso pudo recuperar las provincias de Inaba y Tajima y en 1578 defendió el castillo Kozuki en contra de los Mōri en apoyo a Toyotomi Hideyoshi, donde tuvo que cometer seppuku después de recibir el ataque de Kobayakawa Takakage y Kikkawa Motoharu.